# Шаньхайгуань (аэропорт)
Аэропорт Циньхуанда́о-Шаньхайгуа́нь (кит. трад. 秦皇岛山海关机场), (ИАТА: SHP, ИКАО: ZBSH) — аэропорт совместного базирования, обслуживающий коммерческие авиаперевозки города Циньхуандао (провинция Хэбэй, Китайская Народная Республика).
К лету 2013 года все рейсы гражданских авиакомпаний будут перенесены в строящийся в настоящее время Циньхуандаоский аэропорт Бэйдайхэ.